# Manuel Figueira
Manuel Figueira (* 1. November 1938 in São Vicente, Kap Verde; † 8. Oktober 2023 in Mindelo, Kap Verde) war ein kapverdischer Maler.

## Leben
Er studierte Malerei an der Kunsthochschule Escola Superior das Belas Artes de Lisboa (heute Teil der Universität Lissabon). Nach dem Studium arbeitete er als Lehrer und beteiligte sich in Lissabon an zahlreichen Gemeinschaftsausstellungen.
Die Unabhängigkeit Kap Verdes im Jahre 1975 brachte ihn, gemeinsam mit seiner Frau Luísa Queirós, nach São Vicente zurück. Dort gründete er mit Künstlerkollegen die Cooperativa da Resistência. Diese wurde später zum staatlichen Centro Nacional de Artesanato, deren Direktor er von 1979 bis 1989 war.
Sein Atelier lag in der belebten Hafenstraße von Mindelo. Über sich selbst sagte er: „Ich bin ein figurativer Künstler, aber mein Bezug zur Farbe ist ein abstrakter“. Man kann seine Bilder lange betrachten und wird immer wieder etwas Neues darin entdecken.
Manuel Figuera präsentierte seine Werke in zahlreichen Gemeinschafts- und Einzelausstellungen unter anderem in Washington, Lissabon, Rio de Janeiro und Sevilla.